# Franz Kurz (Politiker, 1920)
Franz Kurz (* 19. November 1920 in Heiligenkreuz im Lafnitztal; † 5. November 2003) war ein österreichischer Politiker (SPÖ) und Landwirt. Er war von 1977 bis 1982 Abgeordneter zum Burgenländischen Landtag.

## Leben
Kurz wurde als Sohn des Landwirts Franz Kurz geboren und besuchte nach der Volksschule in Heiligenkreuz verschiedene Fortbildungskurse, wobei er bis 1940 in der elterlichen Landwirtschaft beschäftigt war. Danach diente er zwischen 1940 und 1945 in der Wehrmacht. Ab 1956 war er Landwirt in Deutsch Kaltenbrunn. Ihm wurde 1971 der Berufstitel Ökonomierat verliehen.

## Politik
Kurz trat 1948 der SPÖ und dem Arbeitsbauernbund bei, wobei er 1951 die Funktion des Landesobmann-Stellvertreters Arbeitsbauernbund übernahm. Zudem war er ab 1949 Ortsparteiobmann der SPÖ-Heiligenkreuz und Gemeinderat, ab 1950 Kammerrat der Burgenländischen Landwirtschaftskammer und zwischen 1974 und 1977 deren 3. Präsident. Innerparteilich war er zudem ab 1963 als SPÖ-Bezirksparteisekretär in Jennersdorf aktiv, zwischen 1977 und 1982 war er SPÖ-Bezirksparteiobmann in Jennersdorf. Kurz vertrat die SPÖ zwischen dem 27. Oktober 1977 und dem 29. Oktober 1982 im Landtag und war von 1979 bis 1982 Bürgermeister in Deutsch Kaltenbrunn.